# Le Fau

Le Fau este o comună în departamentul Cantal, Franța. În 1 ianuarie 2022 avea o populație de 31 de locuitori.